# Coloradoa angelicae
Coloradoa angelicae är en insektsart. Coloradoa angelicae ingår i släktet Coloradoa och familjen långrörsbladlöss. Inga underarter finns listade i Catalogue of Life.